# Ďanová
Ďanová – wieś (obec) w północnej Słowacji, w powiecie Martin, w kraju żylińskim. Wieś wzmiankowana po raz pierwszy w 1252 roku jako Villa Jank. Zabudowania wsi rozłożyły się nad Blatnickim potokiem na Kotlinie Turczańskiej.

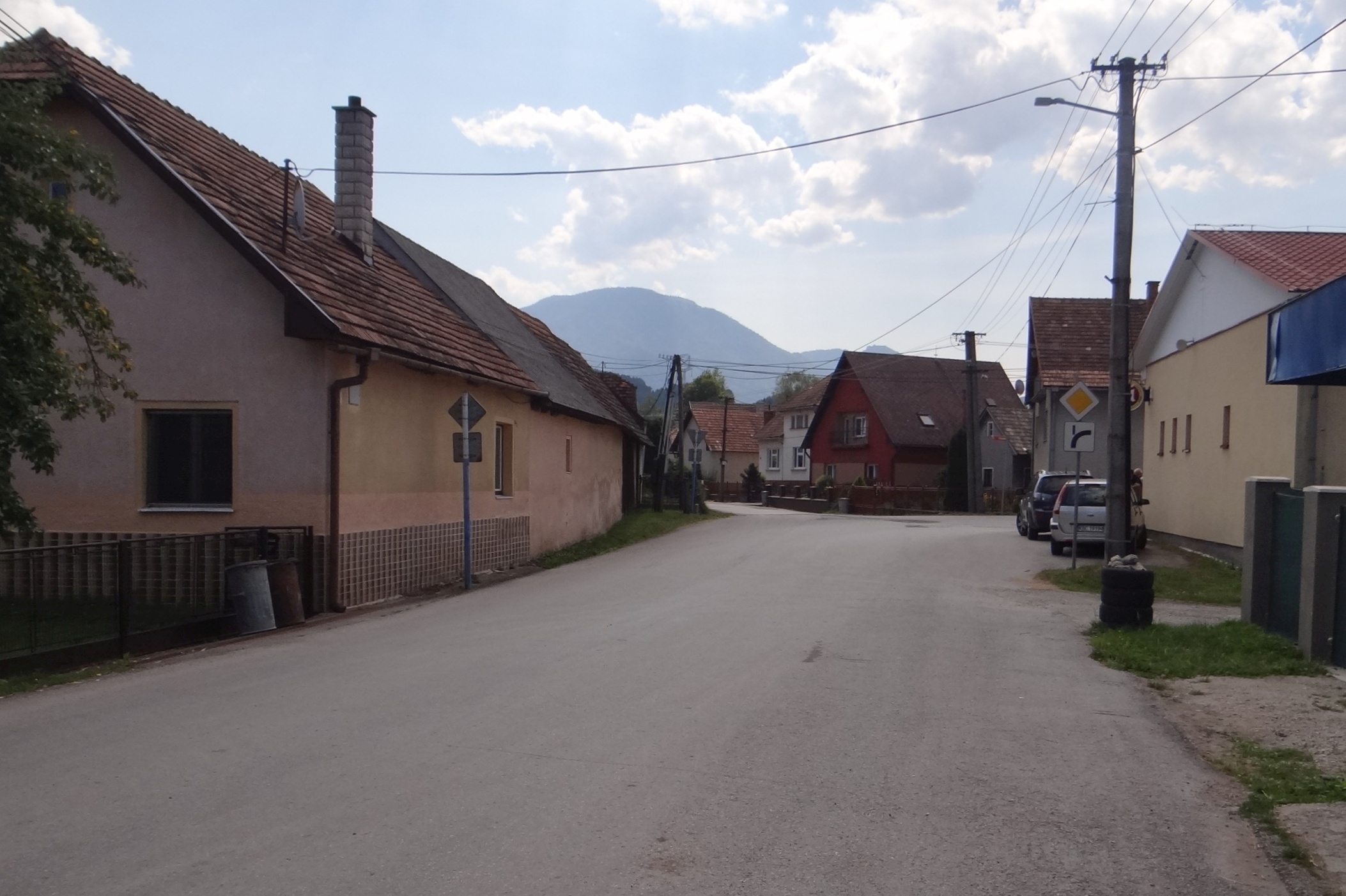
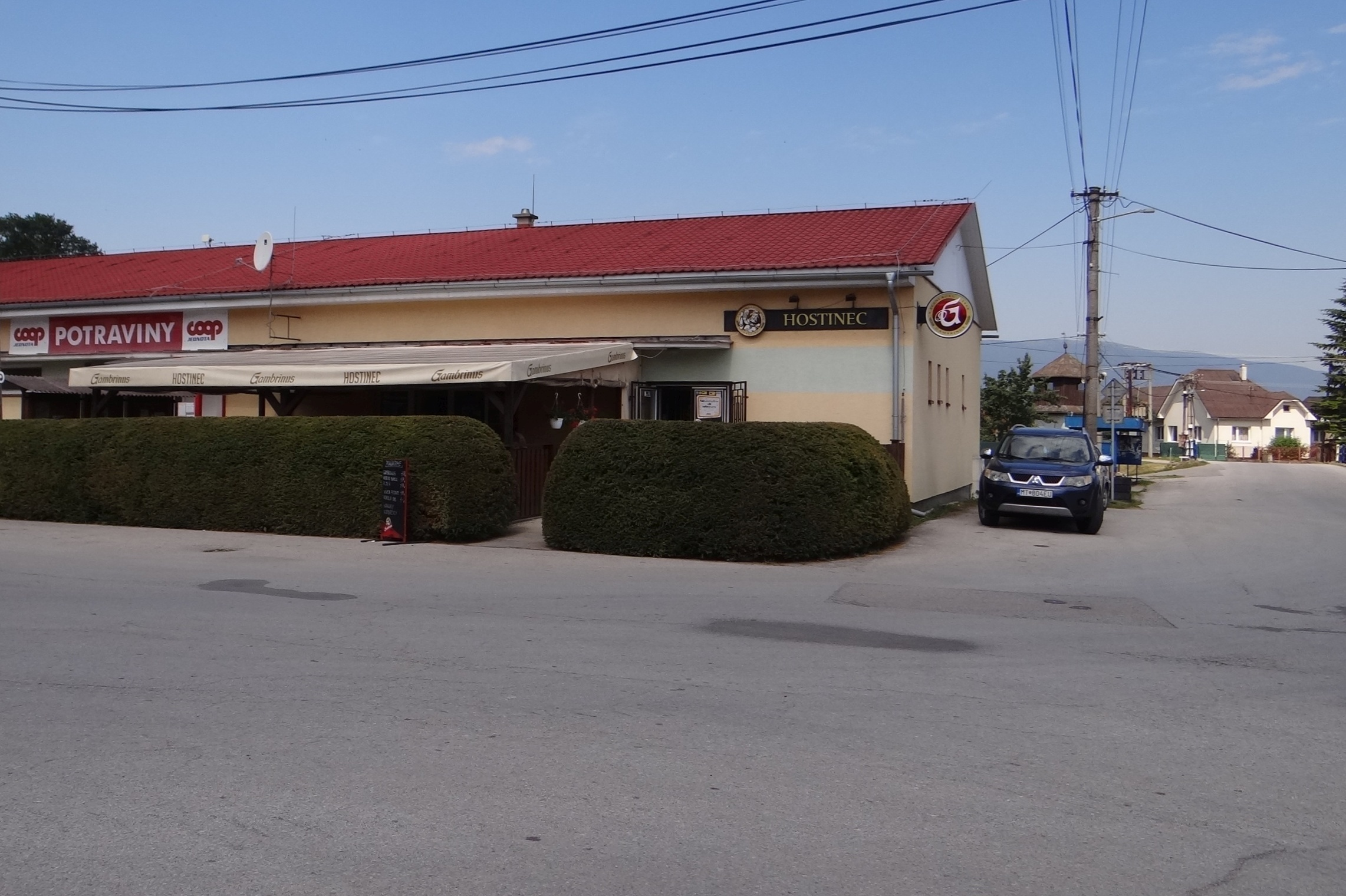
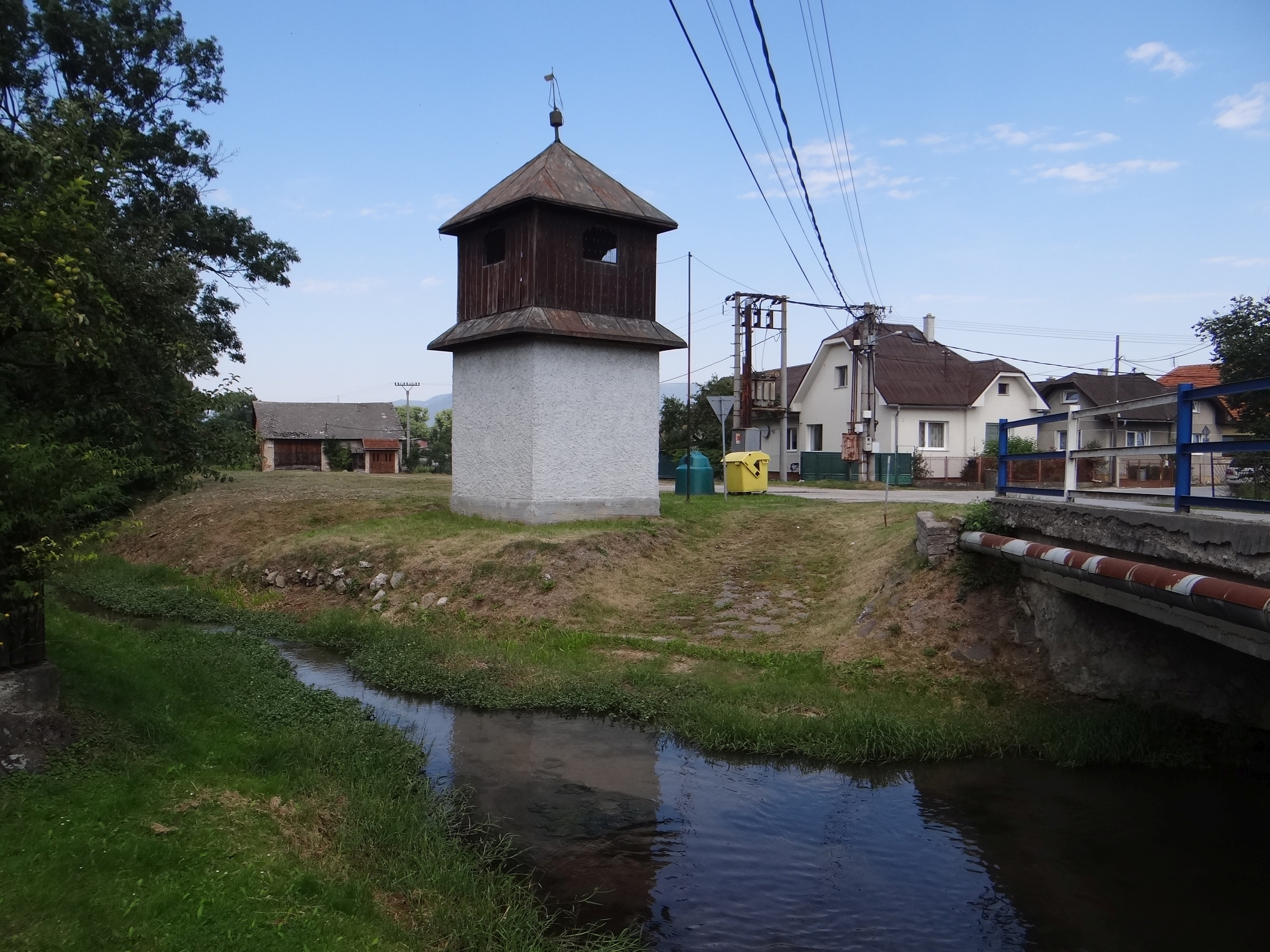